# 齋藤精一
齋藤 精一（さいとう せいいち、1975年- ）は、日本の起業家、アーティスト、クリエイティブディレクター。
株式会社ライゾマティクス（現：株式会社アブストラクトエンジン）を設立。社内チーム Panoramatiks を主宰。

## 経歴
神奈川県出身、東京理科大学理工学部 建築学科卒。その後建築デザインを学びにコロンビア大学建築学科（MSAAD）に進学し、2000年からニューヨークで活動を開始。
Omnicom Group傘下のArnell Groupにてクリエイティブ職に携わり、2003年の越後妻有アートトリエンナーレでのアーティスト選出を機に帰国。
2006年株式会社ライゾマティクス（現：株式会社アブストラクトエンジン）を真鍋大度とともに設立。2016年からRhizomatiks Architectureを主宰し、2020年には組織変更によりPanoramatiksと改める。
2018年〜 グッドデザイン賞審査委員副委員長
2020年 ドバイ万博 日本館クリエイティブ・アドバイザー
2023年4月〜 グッドデザイン賞 審査委員長
2025年 大阪・関西万博People’s Living Labクリエイター

## 主な作品と受賞歴
「NIKEiD. GENERATOR」（柿並俊介、井上聡、石原和、松原康雄、鈴木大栄、辻修平、宮下暁、渡辺英輝、齋藤精一、真鍋大度、寺嶋徹、松浦寿悟、飯田建一)  
- 2009年 Spikes Asia Digital/Bronze
- 2010年 CLIO Awards Innovative Media/Silver
- 2010年 One Show Interactive Advertising/Silver
- International Advertising CUP/Best of Media/Best of one2one

「NIKE MUSIC SHOE」（大野真吾、何直己、六反孝幸、フランク・ハーン、伊藤直樹、関根光才、齋藤精一、高橋聡、真鍋大度、柳沢知明） 
- 2010年 Cannes Lions Film Craft Lions/Silver
- 2010年 Cannes Lions Film Lions/Bronze
- 2011年 ADFEST Cyber Lotus/Gold
- 2011年 ADFEST Film Craft Lotus/Silver
- 2011年 第9回 東京インタラクティブ・アド・アワード/Online Video/Gold
- 2011年 第9回 東京インタラクティブ・アド・アワード/Website Product/Silver
- 2011年 New York Festivals Awards 2011/ART TECHNIQUE: Interactive/Gold
- 2011年 New York Festivals Awards DIGITAL & INTERACTIVE: Online Advertising Product & Service/Silver
- 2011年 One Show Craft/Gold  2011年 One Show Online Films And Video/Silver

「Project PLATEAU」クリエイティブディレクター
- 2022年 S+T+ARTS PRIZE　ベスト30[7]
- 2021年 61st ACC TOKYO CREATIVITY AWARDS／クリエイティブイノベーション部門 総務大臣賞／ACCグランプリ受賞[8]
- 2021年 グッドデザイン賞金賞受賞[9]

「平和の軸 | THE AXIS OF PEACE」（プラン監修 Panoramatiks 齋藤精一、デザイン・施工 | 博展、デザイナー: 高橋 匠、プロデューサー: 高橋 広樹 / 河野 俊太郎、施工管理者: 渡邉 芳博）
- 2021年 日本空間デザイン賞 金賞（エンターテイメント＆クリエイティブ・アート空間）、サステナブル空間賞
- 2021年 第55回 日本サインデザイン賞：大賞 / 経済産業大臣賞
- 2022年 iF Design Award Red 入賞  THE ONE SHOW：Merit Award
- 第37回 都市公園等コンクール： (一社)日本公園緑地協会会長賞 （施工部門）
- 横須賀市：公共工事特別表彰
- 2021年NDF ディスプレイ産業賞 ディスプレイ産業奨励賞 （日本ディスプレイ業団体連合会賞）
- Novum Design Award（仏）：銀賞（Architectural Design Category）
- Architecture MasterPrize（米）：Honorable Mention（Installations & structures）
- Architizer A+Awards：Special Mention
- 第101回 NY ADC賞：Spatial Design: Spatial Design / Installation Design 「THE BEST OF DISCIPLINE」